# Grupa RMF
Grupa RMF (do 2009: Broker FM) – spółka wydzielona, jako podmiot zarządzający, w 1997 roku z pierwotnej struktury radia RMF FM.

## Skład grupy
Spółka jest właścicielem grupy medialnej, w której skład wchodzą:

### Stacje ogólnopolskie
- Radio RMF FM, oraz zależne podmioty:
  - internetowa platforma RMFon.pl (dawniej MiastoMuzyki.pl)
  - serwis informacyjny RMF24.pl
- RMF Classic – kultura, film, muzyka poważna
- RMF MAXX – stacja młodzieżowa
- RMF Ukraina

### Stacje lokalne
- Radio Gra – marka dwóch stacji lokalnych, nadających w Toruniu i Wrocławiu[2]
- Radio Jura – lokalna rozgłośnia radiowa nadająca w Częstochowie
- Radio 90 – lokalna rozgłośnia radiowa nadająca w Cieszynie, Rybniku i Żywcu
- Radio Alex – lokalna rozgłośnia radiowa nadająca w Zakopanem
- Radio Impuls – lokalna rozgłośnia radiowa nadająca w Puławach

### Stacje internetowe
- RMF24.pl − radio informacyjne

W 2007 pakiet kontrolny akcji spółki nabyła spółka Bauer Media Invest GmbH.
1 września 2009 spółka akcyjna Broker FM przekształciła się w spółkę komandytową pod nazwą Grupa RMF spółka z ograniczoną odpowiedzialnością spółka komandytowa, której komandytariuszem jest Bauer Media Invest GmbH. Komplementariuszem spółki komandytowej jest RMF sp. z o.o., w której 100% udziałów posiada Bauer Media Invest GmbH (25 października 2016 nastąpiła zmiana nazwy komplementariusza z Grupa RMF sp. z o.o. na RMF sp. z o.o.).  25 września 2009 Grupa RMF sprzedała ukraińską sieć radiową Radio 4U, której od 2004 była właścicielem. Powodem było rosnące ryzyko ekonomiczne inwestycji.